# Чесноково (Амурская область)
Чесноко́во — село в Михайловском районе Амурской области России.
Административный центр Чесноковского сельсовета.

## География
Село Чесноково стоит на левом берегу реки Амур, на российско-китайской границе, в 14 километрах ниже районного центра Поярково.
Расстояние до Поярково по автодороге — 16 км (через Шадрино и Красную Орловку).

## Население
| 2002 | 2010 | 2012 | 2013 | 2014 | 2015 | 2016 |
| ---- | ---- | ---- | ---- | ---- | ---- | ---- |
| 887  | ↘739 | ↗764 | ↗779 | ↘749 | ↘737 | ↘710 |
| 2017 | 2018 |      |      |      |      |      |
| ↗713 | ↘710 |      |      |      |      |      |

## Улицы
| - пер. Высокий, - пер. Горный, - ул. Зелёная, - ул. Ленина, - ул. Лесная, - ул. Молодёжная, | - ул. Набережная, - пер. Набережный, - ул. Новая, - ул. Озёрная, - ул. Песчанная, - ул. Пионерская, | - ул. Пограничная, - ул. Садовая, - ул. Советская, - ул. Центральная, - ул. Школьная, - ул. Юбилейная. |